# کیشینسکینیا
کیشینسکینیا (نام علمی: Kischinskinia) نام یک سرده از راسته گنجشک‌سانان است.